# Claire Bloomová
Claire Bloomová (* 15. února 1931 Finchley jako Patricia Claire Blumeová) je britská herečka.

## Původ
Pochází z rodiny židovských přistěhovalců z Ruska. Její dědeček se jmenoval Blumenthal.

## Vzdělání
Studovala herectví na Guildhall School of Music and Drama a Royal Central School of Speech and Drama.

## Role
Od šestnácti let hrála v Royal Shakespeare Theatre ve Stratfordu. Účinkovala také v rozhlasových hrách BBC. V roce 1952 ji Charlie Chaplin obsadil do hlavní ženské role ve filmu Světla ramp. Ve filmu Richard III. hrála Annu Nevillovou. Ve filmu Souboj Titánů hrála bohyni Héru. Ve filmu Králova řeč hrála Marii z Tecku. Ve své kariéře natočila okolo sto dvaceti filmů.

## Rodina
Jejími manželi byli herec Rod Steiger, producent Hillard Elkins a spisovatel Philip Roth. Dcera Anna Steigerová je operní pěvkyní.

## Ocenění
V roce 1986 získala cenu Britské akademie filmového a televizního umění za roli v televizním filmu Shadowlands. V roce 2013 jí byl udělen Řád britského impéria.

## Literární činnost
Vydala autobiografii Limelight and After: The Education of an Actress.